# 龍門新震旦介
龍門新震旦介（学名：Neosinocythere lungmena）为粗面介科新震旦介屬下的一个种。